# Intermediário metabólico
Intermediários metabólicos são moléculas que são os precursores ou metabólitos de moléculas biologicamente significantes.
Embora esses intermediários sejam de importância relativamente menor para a função celular, eles podem desempenhar papéis importantes na regulação alostérica de enzimas.

## Significância clínica
Alguns podem ser úteis para medir taxas de processos metabólicos (por exemplo, ácido 3,4-di-hidroxifenilacético ou 3-aminobutirato).
Porque podem representar pontos de entrada não naturais em vias metabólicas naturais, alguns (tais como ribonucleotídeo AICA) são de interesse para pesquisadores no desenvolvimento de novas terapias.

## Leituras recomendadas
- H. Stephen Stoker; Organic and Biological Chemistry; Cengage Learning, 2012.

- Mary Campbell, Shawn Farrell; Biochemistry; Cengage Learning, 2007.